# Hermann Arnold (Architekt)
Hermann Peter Arnold (* 20. Mai 1882 in Mainz; † 25. April 1966 in Mainz) war ein deutscher Architekt, Innenarchitekt und Kunstgewerbeschullehrer.

## Leben
Hermann Arnold wurde als Schweizer Staatsbürger in Mainz geboren, wo er auch aufwuchs und die Volksschule besuchte. Es folgten drei Jahre in der dortigen Kunstgewerbeschule in den Fächern Kunstgewerbliches Entwerfen und Innenausbau, begleitet von einer einjährigen praktischen Tätigkeit in einer Tischlerwerkstatt in Mainz. Danach ging er im Sommer 1900 in die Künstlerkolonie Mathildenhöhe nach Darmstadt, um im Atelier von Patriz Huber als Zeichner zu arbeiten, der aber nach einem Jahr nach Berlin ging und sich 1902 das Leben nahm. So wechselte Arnold innerhalb der Künstlerkolonie und zeichnete nun drei Jahre im Atelier von Peter Behrens. Bei ihm erarbeitete er sich eine Leitungsposition und bezeichnete sich später als dessen ‚Assistent und Atelierchef‘. Er unterstützte Behrens beispielsweise bei dessen Meisterkursen in Nürnberg Ende 1901 und Anfang 1902 und konnte erste Erfahrungen im Unterrichten sammeln. Daraufhin folgte Arnold Behrens im April 1903 an die Kunstgewerbeschule Düsseldorf und arbeitete auch dort vorrangig in dessen Atelier, nun in leitender Position. Er nahm zum Sommersemester 1904 einen Lehrauftrag in der unter Behrens Leitung reformierten Kunstgewerbeschule wahr und lehrte hier kurzzeitig unter Behrens gemeinsam mit Max Benirschke in der neuen Architekturklasse.

## Lehre
Zum Wintersemester 1904 wurde Arnold im Alter von nur 22 Jahren als Lehrer an die Kunstgewerbeschule Aachen berufen, im Zuge einer Reform durch den kurz zuvor neu eingestellten Direktor Eberhard Abele. Arnold übernahm die Fachklasse für Architektur und Kunstgewerbe sowie kurz darauf einen Abend- und Sonntagskurs zu gleichen Inhalten. Diese Klasse wurde von vielen bekannten Schülern besucht, darunter Peter Großmann, Ludwig Mies van der Rohe, Emil Fahrenkamp, Paul Darius und weitere. Arnold gab in mehreren Briefen an, Mies, Großmann und weitere Aachener Schüler an Peter Behrens empfohlen zu haben.
Arnold veröffentlichte als Akteur der Aachener Baukultur auch Texte in lokalen Zeitschriften und Zeitungen. Zugunsten seiner Verbeamtung an der Schule nahm er 1913 die preußische Staatsbürgerschaft an und erhielt 1923 den Titel Professor. Er blieb insgesamt fast 30 Jahre in dieser Position an der Kunstgewerbeschule, bis zur Schließung durch die Nationalsozialisten im Jahr 1934. Doch schon in den 1920er Jahren hatten Konflikte mit anderen Lehrern begonnen, insbesondere nach der Berufung von Rudolf Schwarz als äußerst progressiven neuen Direktor im Jahr 1927.

## Werk

Bauantragspläne zur Synagoge in Linnich (1912)

Neben seiner Tätigkeit als Kunstgewerbeschullehrer arbeitete Arnold als Innenarchitekt, Architekt und Designer. Er gestaltete Innenräume in einigen Aachener Schulen, Ausstellungen, Friedhöfe sowie kunstgewerbliche Objekte. Als Architekt schuf er 1912–1913 die bemerkenswerte Linnicher Synagoge. Ihr Entwurf verdeutlicht den bleibenden großen Einfluss von Peter Behrens Prinzipien. Der schlichte monumentale achteckige Zentralbau wurde 1913 eingeweiht und 1938 in der Reichskristallnacht zerstört. Nach dem Ersten Weltkrieg beschäftigte sich Arnold vorwiegend mit Objektdesign, darunter beispielsweise Porzellan, war aber auch weiterhin mit Inneneinrichtungen für Aachener Bauten beschäftigt.
Nach seiner Zwangspensionierung in der Zeit des Nationalsozialismus zog Arnold von Aachen zurück in seine Heimatstadt Mainz und starb dort 1966 im Alter von 84 Jahren. Er war verheiratet und hatte zwei Kinder.

### Werk
- 1903: Entwurf eines Studierzimmers[7]
- 1906: Ausstattung des Direktorenzimmers und des Konferenzzimmers im Kaiser-Karls-Gymnasium in Aachen
- 1907: Ausstattung zweier Schulklassen im Kaiser-Wilhelm-Gymnasium in Aachen
- 1907: Innenarchitektur zweier Zimmer für die Ausstellung der Freien Vereinigung für angewandte Kunst in Düren
- 1907: Künstlerische Leitung der Ausstellung für Handwerk und christliche Kunst in Aachen
- 1912: Gestaltung zweier Menorot für die Trauerhalle des jüdischen Friedhofs in Aachen (erhalten)
- 1912–1913: Synagoge in Linnich
- ab 1924: Entwürfe für EHA-Edelporzellane
- 1925: Künstlerische Leitung der Industrie- und Gewerbeschau der Aachener Wirtschaft
- 1926–1931: Innenarchitektur mehrerer Zimmer im Restaurant „Ejjene Keiser Karl“ in Aachen